# Henry Collett
Sir Henry Collett (6 de março de 1836 - 21 de Dezembro de 1901) foi um oficial do exército britânico que serviu na Companhia Britânica das Índias Orientais e botânico .
Como militar participou da Segunda Guerra Anglo-Afegã.
Como botânico coletou plantas Afeganistão, Argélia, Birmânia, Ilhas Canárias, Córsega, Índia, Java e Espanha .